# Silicon Saxony

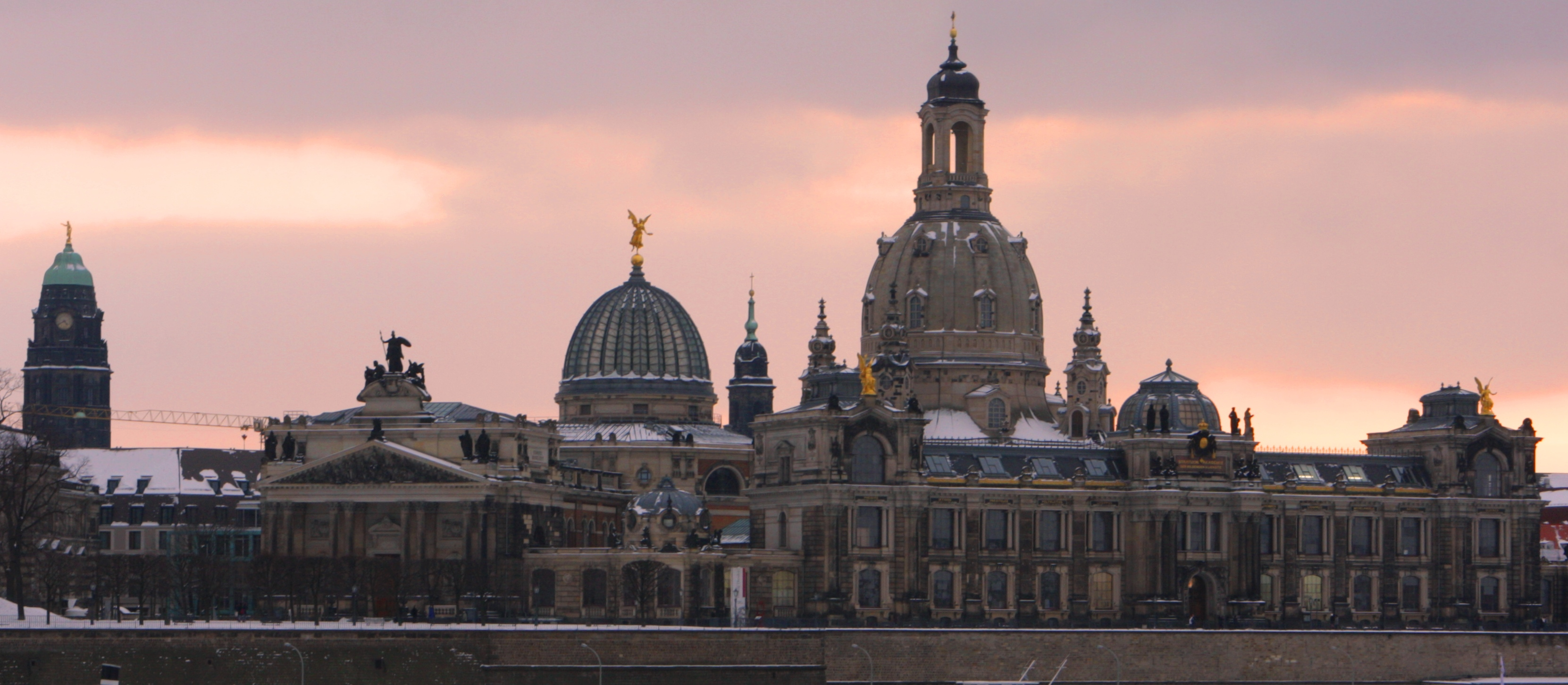
Dresde est le centre de la Silicon Saxony.

Silicon Saxony est un pôle de compétitivité mondial situé à Dresde, et destiné aux technologies semi-conducteur sur silicium. Le nom est inspiré de la Silicon Valley. Il est comparable avec Minalogic, à Grenoble.

## Chiffres-clés
[Quand ?]
- environ 300 entreprises
- plus de 40 000 employés
- plus grand cluster de la microélectronique en Europe

## Sélection des membres

### Entreprises
- 3D-Micromac AG
- Advanced Mask Technology Center GmbH & Co.KG
- Air liquide Electronics
- AMD Saxony
- Applied Materials Dresden
- Atmel — Dresden
- BASF Electronic Materials
- Busch Semiconductor Vacuum Group B.V.
- Carl Zeiss Innovationszentrum für Messtechnik
- GlobalFoundries Inc.
- Infineon  Dresden
- MicroMaterials Center Berlin
- me2c — [micro] electronic cluster
- Nikon Precision Europe
- NXP Semiconductors
- Plastic Logic — Dresden
- Siemens AG Dresden
- Siltronic
- Solarwatt AG
- Solarworld Deutsche Solar AG
- Tokyo Electron Europe
- von Ardenne Anlagentechnik
- X-Fab
- Zentrum Mikroelektronik Dresden

### Recherche
- Technische Universität Dresden, (parties de)
- École des mines de Freiberg (des parties de)
- Hochschule für Technik und Wirtschaft Dresden (parties de)
- Elektronenstrahl- und Plasmatechnik (FEP), Dresden
- Fraunhofer-Institut für Fertigungstechnik und Angewandte Materialforschung (IFAM), Bremen – Institutsteil Dresden
- Fraunhofer-Institut für Integrierte Schaltungen (IIS), Erlangen – Außenstelle Dresden
- Fraunhofer-Institut für Keramische Technologien und Systeme (IKTS), Dresden
- Fraunhofer-Institut für Photonische Mikrosysteme (IPMS), Dresden
- Fraunhofer-Institut für Werkstoff- und Strahltechnik (IWS), Dresden
- Fraunhofer-Institut für Zerstörungsfreie Prüfverfahren (IZFP), Saarbrücken – Institutsteil Dresden
- Fraunhofer-Institut für Zuverlässigkeit und Mikrointegration (IZM), Berlin – Außenstelle Chemnitz
- Max-Planck-Institut für Mikrostrukturphysik, Halle (Saale)
- Forschungszentrum Dresden-Rossendorf (membre de Helmholtz-Gemeinschaft)